# Viagem fluvial do Tietê ao Amazonas
Viagem fluvial do Tietê ao Amazonas é um livro escrito por Hércules Florence. A obra trata de Expedição Langsdorff, que percorreu as províncias de São Paulo, Mato Grosso e Grão-Pará, de 1825 a 1829. O livro é considerado um documento valioso para entender a penetração territorial no Brasil, a partir das expedições científicas. O livro foi originalmente publicado em francês, com o título Voyage fluvial du Tieté à l'Amazone par les provinces brésiliennes de St. Paul, Matto Grosso et Gran-Pará. Em português, saiu pela primeira vez em 1875, na Revista do Instituto Histórico e Geográfico do Rio de Janeiro, tomo XXXVIII.
As imagens presentes na obra tornaram-se referência para a iconografia da formação nacional brasileira, em especial para o Programa Decorativo de Afonso d'Escragnolle Taunay.